# آلفرد مولد (شناگر)

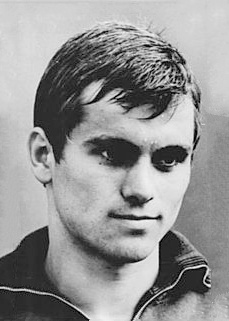
آلفرد مولد، شناگر آلمانی‌تبار در سال ۱۹۶۸

آلفرد مولد (به انگلیسی: Alfred Müller) (زادهٔ ۱۶ ژوئن ۱۹۴۸) شناگر اهل آلمان است.